# Kostel svaté Kateřiny (Hora Svaté Kateřiny)
Kostel svaté Kateřiny je římskokatolický kostel zasvěcený svaté Kateřině v Hoře Svaté Kateřiny v okrese Most.

## Historie
Kostel byl vystavěn na návrší nad obcí na místě prvního hřbitova. Původní kostel zde vznikl již kolem poloviny 16. století. Současná stavba vznikla v letech 1607–1612 jako luteránský kostel. V roce 1627 se na základě obnoveného zřízení zemského stal katolickým a byl pod správou jezuitské koleje v Chomutově. Poslední evangelický farář odešel v roce 1628 do saského Seiffenu. Kostel byl do současné barokní podoby přestavěn v letech 1785–1786 a byla k němu přistavěna věž.
Od roku 1963 je chráněn jako kulturní památka. K 1. lednu 2013 byla farnost v Hoře Svaté Kateřiny zrušena, a kostel se stal filiálním k farnosti v Horním Jiřetíně.

## Architektura
Jedná se o pozdně barokní obdélný kostel s trojbokým závěrem, který má po severní straně sakristii. V patře sakristie se nachází oratoř. Po jižní straně se nachází předsíň a západním průčelí mohutná hranolová věž, která má malá kruhová okna a cibulovou báň. Předsíň má plochý strop. Presbytář je neodsazený a spolu s lodí je kryt stropem. Na stropě se nacházejí klasicistní fresky zobrazující výjevy z Kristova života, které jsou doplněny květinovou dekorací. Na boční stěnách lodi jsou ve fresce medailony s beránkem, který symbolizuje Krista a holubicí, symbolem Ducha Svatého. V závěru presbytáře je malovaná iluzívní oltářní architektura s postavami sv. Petra a sv. Pavla s nápisem. Výmalba pochází z roku 1786 a jejím autorem je J. Fuchs.

## Zařízení
Zařízení pochází dílem ze druhé poloviny 18. století a dílem je novodobé. Hlavní oltář je historizující z roku 1926 od F. Eschnera. Je na něm obraz sv. Kateřiny, který pochází od J. Fuchse z roku 1785. Boční oltáře jsou rokokové s novodobými obrazy Panny Marie a sv. Josefa. Na oltářích jsou sochy sv. Anny a sv. Jáchyma, dále sv. Jana Nepomuckého a sv. Františka Xaverského. Kazatelna pochází ze druhé poloviny 18. století. Na oratoři jsou sochy sv. Floriána a sv. Šebestiána, které pocházejí z původního hlavního oltáře ze druhé poloviny 18. století.

## Okolí kostela

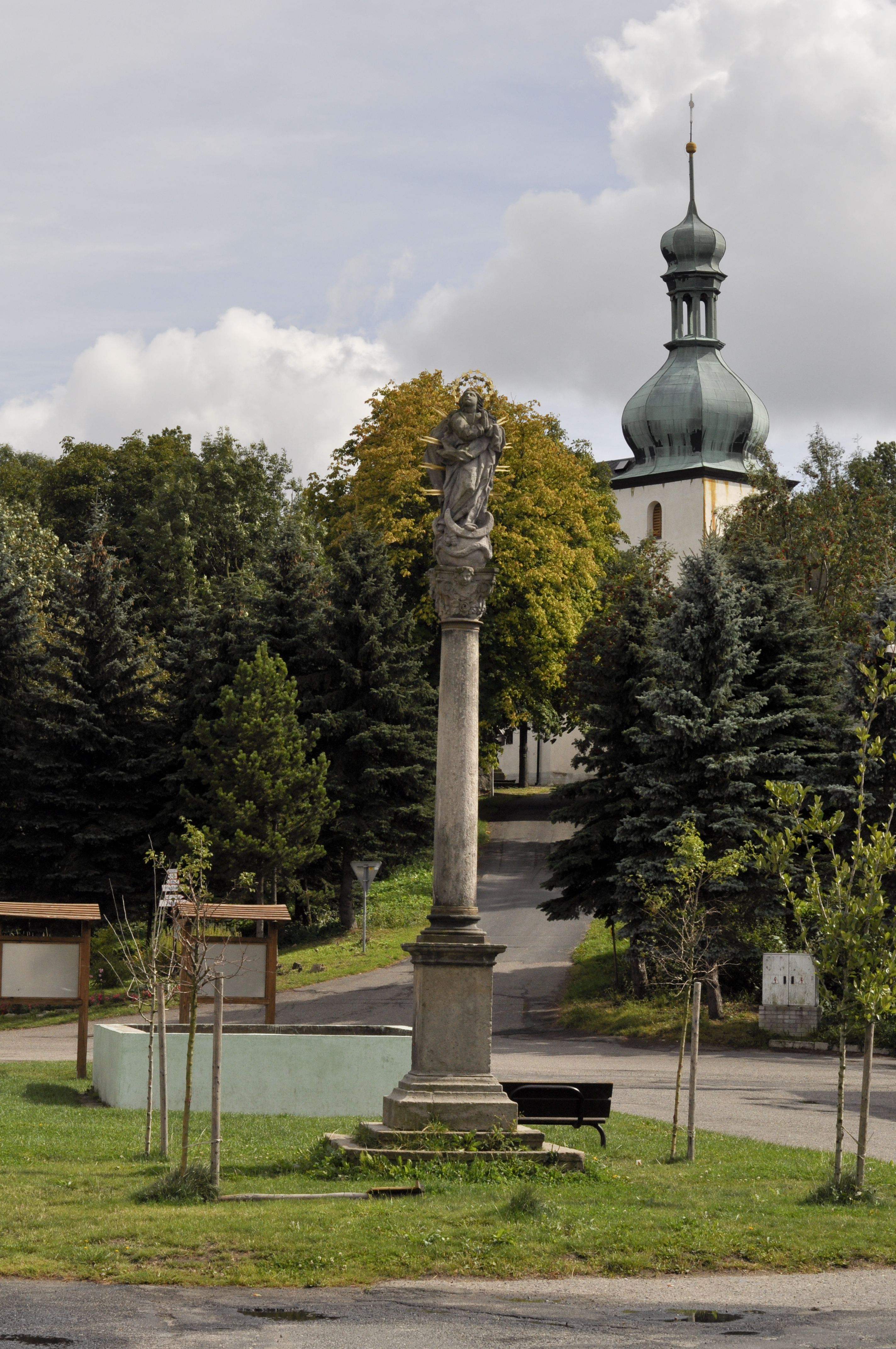
Socha Immaculaty na náměstí v Hoře Svaté Kateřiny

Při silnici u východního okraje města je pozdně barokní kaple ze druhé poloviny 18. století. Jedná se o čtvercovou stavbu, která je vně polygonálně, uvnitř polokruhově ukončená. Průčelí kaple je s pilastry, se segmentem proloženou korunní římsou a trojúhelníkovým štítem s nikou. Vnitřek je sklenut valenou klenbou se stýkajícími se lunetami. Závěr kaple s nikou je sklenut konchou. Stěny kaple jsou členěny pilastry a římsou. Nad nikou je rokajová kartuše s mřížkou.
Další kaple v obci je výklenková. Je ukončená trojúhelníkovým štítem a k ní patřící socha sv. Jana Nepomuckého pochází ze druhé poloviny 18. století.
Před kostelem se nachází socha Piety z roku 1729. Na náměstí stojí barokní sloup se sochou Immaculaty z roku 1714.